# Triều Tiên Định Tông
Triều Tiên Định Tông (chữ Hán: 朝鮮定宗; Hangul: 조선 정종; 1357 - 1419), là vị quân chủ thứ hai của triều đại Nhà Triều Tiên. Ông cai trị từ năm 1398 đến khi thiện nhượng vào năm 1400 để lên làm Thượng vương dưới thời em trai ông, Triều Tiên Thái Tông.

## Tiểu sử
Triều Tiên Định Tông tên thật là Lý Phương Quả (李芳果, Yi Bang-gwa), sau lại đổi tên là Lý Kính (李曔, Yi Gyeong), sinh vào ngày 18 tháng 7 năm 1357 (âm lịch ngày 1 tháng 7) năm 1357, là con trai thứ hai của Triều Tiên Thái Tổ Lý Thành Quế và Thần Ý Vương hậu Hàn Thị, con gái của An Xuyên Phủ Viện Quân Hàn Khanh (安川府院君韓卿). Ông có tính cách ôn hòa, dũng cảm và có tài chiến lược xuất sắc, đã giúp đỡ Thái Tổ Lý Thành Quế trong nhiều trận chiến, trong đó có việc tiêu diệt hải tặc Oa khấu và lập công lớn.

### Tiêu diệt hải tặc Oa khấu
Từ thời kỳ vua Cao Ly Trung Định Vương, hải tặc Oa khấu bắt đầu xâm lược và đạt đỉnh điểm trong suốt 14 năm thời vua Cao Ly U Vương, với 378 cuộc xâm lược (trung bình mỗi 14 ngày có một cuộc tấn công).
Trong thời gian này, vào tháng 5 âm lịch năm 1377 (năm U Vương thứ 3, Định Tông khi 21 tuổi đã cùng Lý Thành Quế đẩy lùi hải tặc Oa khấu tiến sâu vào núi Trí Dị để cướp bóc. Theo các tài liệu, từ thời điểm đó cho đến khi lên ngôi (năm 1398), ông đã tham gia nhiều trận chiến để tiêu diệt hải tặc Oa khấu.
Nhờ công lao theo cha là Lý Thành Quế để tiêu diệt hải tặc Oa khấu, ông được phong tặng danh hiệu “Thôi Trung Lệ Tiết Dực Vệ Công Thần” (推忠礪節翊衛功臣) và đã giữ các chức vụ Phụng Dực Đại phu Tri Mật Trực Ti sự kiêm Quân Bộ Phán thư (奉翊大夫 知密直司事兼軍簿判書) và Ưng Dương Quân Thượng Hộ Quân (鷹揚軍上護軍).

### Chuyển biến chính trị và trục xuất phái thân Nguyên
Khi nhà Nguyên suy tàn do bất ổn chính trị, vua Cao Ly Cung Mẫn vương (trị vì 1351-1374) đã bãi bỏ trang phục và kiểu tóc Mông Cổ, đồng thời tiến hành một loạt các chính sách chống lại nhà Nguyên, bao gồm việc thanh trừng các phái thân Nguyên. Sau khi đánh bại được cuộc xâm lược của Quân Khăn Đỏ và các cuộc nổi dậy nội bộ, Cung Mẫn Vương đã trọng dụng một vị sư vô danh tên Tân Đốn (辛旽) một cách đáng kể. Điều này nhằm đối phó với sự phản đối từ các quý tộc quyền lực cuối triều đại Cao Ly và giải quyết các vấn đề về đất đai, nô lệ, tuyển chọn nhân tài, và thuế má vốn đã là vấn đề suốt thời gian nhà Nguyên chiếm đóng. Tuy nhiên, với sự phản đối từ các quý tộc quyền lực, đa số là phái thân Nguyên, chính quyền Tân Đốn bị lật đổ vào năm Cung Mẫn Vương thứ 20 (1371), và sau đó, Cung Mẫn Vương trực tiếp cai trị, nhưng các cải cách cuối cùng thất bại.
Trong thời kỳ cuối triều đại Cao Ly, đất nước bị tàn phá bởi sự thao túng và chuyên quyền từ các quý tộc quyền lực, cùng với sự quấy rối kéo dài hải tặc Oa khấu, làm cho sự tồn vong Cao Ly trở nên nguy kịch.
Năm 1386, dưới kế hoạch của U Vương và Thôi Oánh, Định Tông trở thành Phó vạn hộ Tuần Quân Vạn Hộ Phủ (巡軍萬戶府), cùng với Đô Vạn Hộ Vương An Đức (王安德), đã góp phần trục xuất phái thân Nguyên như Lý Nhân Nhiệm (李仁任), dẫn đến sự chuyển đổi trong chính trị. Cuối cùng, Định Tông và những người khác đã bị trục xuất bởi U Vương và Thôi Oánh, với sự hợp tác từ các lực lượng mới.

### Thành lập nhà Triều Tiên
Năm 1392, sau khi cha ông là Lý Thành Quế lập ra Triều Tiên, Định Tông được phong làm Vĩnh An Quân (永安君) và được bổ nhiệm làm chỉ huy Nghĩa Hưng Thân Quân Vệ (義興親軍衛). 
Trong giai đoạn hỗn loạn ban đầu của nhà Triều Tiên, hải tặc Oa khấu tiếp tục tấn công từ phía nam, trong khi áp lực từ nhà Minh vẫn tiếp tục từ phía bắc. Để đối phó, năm 1393, Vĩnh An Quân Lý Phương Quả đã đưa quân đến hai huyện Văn Hóa (Đạo Hoàng Hải) và Vĩnh Ninh (Đạo Bình An) để đánh bại quân Nhật và lập công lớn.
Năm 1395, Thái Tổ đã cải tổ Nghĩa Hưng Tam Quân Phủ (義興三軍府), chia nó thành ba quân Trung, Tả, Hữu, và bổ nhiệm các hoàng thân và đại thần làm chỉ huy. Vĩnh An Quân Lý Phương Quả được bổ nhiệm làm Trung quân Tiết chế sứ (中軍節制使, quản lý Kinh Kỳ và vùng đông bắc), giúp ông có cơ hội tham gia vào quyền lực quân sự và chuẩn bị cho chiến dịch tấn công vào Liêu Đông. Đây là biện pháp được đề xuất bởi Trịnh Đạo Truyền, Nam Ngân (南誾), và Thành Thạch Dung (成石瑢) nhằm ổn định tình hình trong nước và đối phó với áp lực từ nhà Minh.

## Lên ngôi
Năm 1398, vào tháng 8 âm lịch, em trai ông, Tĩnh An quân Lý Phương Viễn, đã gây ra cuộc nổi loạn vương tử lần thứ nhất (Mậu Dần tĩnh xã). Vĩnh An quân, không có ý định trở thành vua, đã từ chối quyết liệt vị trí Thế tử, nhưng do Trấn An Đại Quân, con trưởng của Thái Tổ, đã qua đời, Vĩnh An quân được phong làm Thế tử. Sau đó, vào tháng 9 âm lịch năm 1398, Vĩnh An quân lên ngôi vua tại 
Cần Chính điện trong Cung Cảnh Phúc, trở thành vị vua thứ hai của Triều Tiên. Định Tông xuất thân là một quân nhân, đã chiến đấu trên chiến trường trong suốt 21 năm từ năm U Vương năm thứ 3 (1377). Ông được ghi nhận là người sẵn sàng nhường ngôi cho Tĩnh An Quân và không có sự quan tâm lớn đến việc lên ngôi vua.

## Trị vì
Năm Định Tông nguyên niên (năm 1399)
- Tháng 3, triều đình dời đô từ Hán Thành về Khai Thành.

- Thiết lập Tập Hiền Điện (集賢殿), một viện để giảng luận các kinh thư.

- Tháng 5, ban hành sách "Hương Dược Tế Sinh Tập Thành Phương" (鄕藥濟生集成方), được hoàn thành từ thời Thái Tổ.
- Tháng 8, ban hành "luật Cấm Buôn bán Chức vị" (奔競禁止法) để ngăn chặn quan lại nhận hối lộ từ các gia đình quyền quý, nhằm tách bạch chức năng chính trị và hành chính.
- Tháng 11, thành lập "Điều Lệ Tường Định Đô Giám" (條例詳定都監) để sắp xếp lại các bộ luật. Theo chỉ dụ đăng cơ (卽位敎旨), yêu cầu tuân thủ bộ "Kinh Tế Lục Điển" (經濟六典) đã được ban hành từ thời Thái Tổ.

Năm Định Tông thứ 2 (năm 1400)
- Tháng 2, trong sự kiện được gọi là Cuộc nổi loạn vương tử lần thứ hai (Canh Thìn tĩnh xã, Tĩnh An quân được phong làm Thế tử.
- Tháng 4, giải tán quân đội tư nhân và tập trung quyền lực quân sự vào Nghĩa Hưng Tam Quân Phủ (義興三軍府), thực hiện bước đầu tiên trong việc tách biệt quyền lực quân sự và chính trị.

- Đổi Đô Bình Nghị Sử Ty (都評議使司) thành Nghị Chính Phủ (議政府), cơ quan chính trị tối cao.
- Trung Xu Viện (中樞院) được chia thành Tam Quân Phủ (三軍府, quản lý quân sự) và Thừa Chính Viện (承政院, quản lý công việc chính trị, ban hành sắc lệnh hoàng gia).
- Cải cách thứ hai về tách biệt quyền lực quân sự và chính trị (bãi bỏ Trung Thư Môn Hạ Tỉnh) được thực hiện vào năm Thái Tông nguyên niên (1401).
- Tháng 6, thành lập "Nô Tỳ Biện Chính Đô Giám" (奴婢辨正都監) để giải quyết việc những người bị biến thành nô lệ một cách bất công vào cuối triều đại Cao Ly, và trả lại họ thành người dân thường.

## Nhường ngôi và cuộc sống sau đó
Định Tông đã dời đô từ Hán Thành về Khai Thành do Mậu Dẫn tĩnh xã, nhưng vào năm sau, năm 1400, khi Canh Thìn tĩnh xã nổ ra, ông phong Tĩnh An Công làm Thế tử. Chín tháng sau, vào ngày 13 tháng 11 âm lịch, ông nhường ngôi cho Thế tử và lui về làm Thượng vương. Quyết định này nhằm xóa bỏ sự thù địch giữa các anh em và ổn định chính trị, khi ông là anh cả trong gia đình. Trong thời gian trị vì, Định Tông rất quan tâm đến việc duy trì mối quan hệ hòa thuận giữa các anh em. Khi Tam Tỉnh (三省) dự định luận tội Hoài An Đại quân, ông đã ngăn cản cuộc thảo luận vì tình anh em ruột thịt. Sau khi lui về làm Thượng vương, Định Tông sống tại Cung Nhân Đức (仁德宮), dành thời gian săn bắn, luyện võ, dự tiệc, và du hành suối nước nóng. Ông qua đời vào ngày 26 tháng 9 năm 1419, thọ 63 tuổi.

## Sau khi qua đời
Sau khi Định Tông qua đời, trong lễ tang, theo nguyên tắc, vua mới phải là người chủ lễ tang. Tuy nhiên, người kế vị ngôi vua, Thái Tông, không phải là người chủ lễ tang, mà là con trưởng của Định Tông, Nghĩa Bình Quân Lý Nguyên Sinh (義平君 李元生), được chỉ định làm đại diện chủ lễ tang.
Triều đình Triều Tiên đã ban tặng cho ông thụy hiệu "Ôn Nhân Cung Dũng Thuận Hiếu Đại Vương" (溫仁恭勇順孝大王) và gọi ông là Thuận Hiếu Đại Vương. Tuy nhiên, khi nhà Minh ban thụy hiệu "Cung Tĩnh" (恭靖), vì trong tên đã có chữ "Cung" (恭) hai lần, triều đình Triều Tiên đã bỏ hai chữ "Cung Dũng" (恭勇) khỏi thụy hiệu. Từ đó, ông được gọi là "Cung Tĩnh Ôn Nhân Thuận Hiếu Đại Vương" (恭靖溫仁順孝大王), hoặc ngắn gọn là "Cung Tĩnh Đại Vương" (恭靖大王).
Miếu hiệu "Định Tông" (定宗) được quyết định sau 250 năm, vào năm 1681 (năm Túc Tông thứ 7), cùng với miếu hiệu của Đoan Tông. Ý nghĩa của miếu hiệu "Định Tông" là "kế thừa công lao của Thái Tổ, cai trị đất nước tốt đẹp, an dân và rất lo lắng cho nhân dân".

## Lăng mộ
Lăng mộ của Định Tông là Hậu Lăng (厚陵), nằm ở Đạo Hoàng Hải, phía đối diện với sông Lễ Thành, phía bắc đảo Giang Hoa. Khác với các lăng mộ của các vua đời sau, Hậu Lăng (của Định Tông và Định An Vương Hậu), Tề Lăng (齊陵, của Thần Ý Vương Hậu), và lăng của Thành tần Trì thị, một phi tần, đều nằm trong khu vực Bắc Triều Tiên và không được đưa vào danh sách Di sản Thế giới của UNESCO (Các Lăng Mộ Triều Tiên).

## Gia đình
- Thân phụ: Triều Tiên Thái Tổ Lý Thành Quế.
- Thân mẫu: Thần Ý Vương hậu Hàn thị (神懿王后韓氏, 1337 – 1391).
- Nguyên phối:

1. Định An Vương hậu Kim thị (定安王后金氏; 1355 - 1412), người ở Khánh Châu, con gái của Nguyệt Thành phủ viện quân Kim Thiên Thụy (月城府院君金天瑞) và phu nhân Đàm Dương Lý thị.

- Hậu cung:

1. Thành tần Trì thị (诚嫔池氏).
2. Thục nghi Trì thị (淑儀池氏).
3. Thục nghi Kỳ thị (淑仪奇氏).
4. Thục nghi Văn thị (淑仪文氏).
5. Thục nghi Doãn thị (淑仪尹氏).
6. Thục nghi Lý thị (淑仪李氏).

- Vương tử:

1. Nghĩa Bình quân Lý Nguyên Sinh (義平君李元生, ? - 1461), mẹ Thục nghi Trì thị.
2. Thuận Bình quân Lý Khoái Sinh (順平君李羣生, ? - 1456), mẹ Thục nghi Kỳ thị.
3. Cẩm Bình quân Lý Nghĩa Sinh (錦平君李義生, ? - 1435), mẹ Thục nghi Kỳ thị.
4. Tuyên Thành quân Lý Mậu Sinh (宣城君李茂生, 1392 - 1460), mẹ Thục nghi Trì thị.
5. Tòng Nghĩa quân Lý Quý Sinh (從義君李貴生, 1393 - 1451), mẹ Thục nghi Văn thị.
6. Trấn Nam quân Lý Chung Sinh (鎭南君李終生, 1396 - 1470), mẹ Thục nghi Lý thị.
7. Thủ Đạo quân Lý Đức Sinh (守道君李德生), mẹ Thục nghi Doãn thị.
8. Lâm Yển quân Lý Lộc Sinh (林堰君李祿生, 1399 - 1432), mẹ Thục nghi Doãn thị.
9. Thạch Bảo quân Lý Phúc Sinh (石保君李福生, 1399 - 1447), mẹ Thục nghi Doãn thị.
10. Đức Tuyền quân Lý Hậu Sinh (德泉君李厚生, 1397 - 1456), mẹ Thành tần Trì thị.
11. Nhâm Thành quân Lý Hảo Sinh (任城君李好生), mẹ Thục nghi Trì thị.
12. Đào Bình quân Lý Chu Sinh (桃平君李末生, 1402 - 1439), mẹ Thành tần Trì thị.
13. Trường Xuyên quân Lý Phổ Sinh (長川君李普生), mẹ Thục nghi Doãn thị.
14. Trinh Thạch quân Lý Long Sinh (貞石君李隆生, 1409 - 1464), mẹ Thục nghi Kỳ thị.
15. Mậu Lâm quân Lý Thiện Sinh (茂林君李善生, 1419 - 1475), mẹ Thục nghi Kỳ thị.

- Vương nữ:

1. Hàm Dương Ông chúa (咸陽翁主), kết hôn với Phác Quảng (朴賡).
2. Thục Thận ông chúa (淑愼翁主, 1401 - 1486), kết hôn với Kim Thế Mẫn (金世敏).
3. Đức Xuyên Ông chúa (德川翁主), kết hôn với Biên Thượng Phục (邊尙服).
4. Cao Thành Ông chúa (高城翁主), kết hôn với Kim Hoán (金澣).
5. Tường Nguyên Ông chúa (祥原翁主), kết hôn với Triệu Hiếu Sơn (趙孝山).
6. Toàn Sơn Ông chúa (全山翁主), kết hôn với Lý Hy Tông (李希宗).
7. Nhân Xuyên Ông chúa (仁川翁主), kết hôn với Lý Khoan Thực (李寬植).
8. Hàm An Ông chúa (咸安翁主), kết hôn với Lý Hằng Tín (李恒信).

## Thụy hiệu đầy đủ
- Cung Tĩnh Ý Văn Trang Vũ Ôn Nhân Thuận Hiếu đại vương
- 恭靖懿文庄武温仁顺孝大王
- King Jeongjong Gongjeong Euimun Jangmu Onin Sunhyo the Great of Korea
- 정종공정의문장무온인순효대왕